# Aïn Ben Tili
Aïn Ben Tili (en arabe : عين بن تيلي) est un village situé à l'extrême nord de la Mauritanie et frontalier avec le Sahara Occidental et le village de Bir Lehlou. Il se trouve aussi à quelques heures de piste de la ville de Tindouf en Algérie.
La région est absolument désertique avec des conditions géographiques et climatiques difficiles voire hostiles (éloignement, aridité extrême, climat torride...) et la population est représentée par quelques dizaines de personnes vivant dans des conditions d'extrême pauvreté. C'est un des villages les plus oubliés de la République mauritanienne, où la sécurité est loin d'être garantie.
Le dernier préfet de ce département est le Commandant Soueidatt Ould Weddad, né en 1934, officier parachutiste, mort à Ain Ben Tili  le 19 janvier 1976. Il est enterré à l'entrée du Fort . 

## Géographie administrative
L'arrondissement de Ain Ben Tili a été érigé en Département en 1975 et dépend de la wilaya (région) du Tiris Zemmour. 
Le premier et unique préfet qu'a connu ce département a été le Commandant Soueidatt.  